# 구성중학교
구성중학교(駒城中學校)는 대한민국 경기도 용인시 기흥구 마북동에 있는 공립 중학교이다.

## 학교 연혁
- 2001년 1월 8일 : 구성중학교 설립 인가(도조례 제3163호)
- 2001년 3월 1일 : 초대 최욱랑 교장 취임
- 2001년 3월 1일 : 구성중학교 개교(1학년 6학급, 2학년 1학급, 3학년 1학급 총 8학급)
- 2002년 2월 15일 : 제1회 20명 졸업
- 2023년 1월 6일 : 제22회 362명 졸업(졸업생 누계 총 8,934명)
- 2024년 3월 1일 : 제8대 박종원 교장 취임
- 2024년 3월 4일 : 1학년 290명 입학

## 참고 자료
- 구성중학교 - 한국교육학술정보원 학교알리미